# Apache (canción)
«Apache» es una canción instrumental británica compuesta por Jerry Lordan en 1960. Fue popularizada por The Shadows y llegó a ser una de las más famosas de su repertorio. También la versión por Incredible Bongo Band, ha sido importante en los inicios del hip hop y el rap, siendo sampleada por gran variedad de músicos y DJ's. Clive Campbell, también conocido como DJ Kool Herc, considera Apache (la versión de The Incredible Band) como un himno nacional del hip hop, además de que él mismo la sampleó. La banda The Sugarhill Gang, considerados pioneros del rap, lanzó una versión de Apache cuando el rap estaba en sus inicios y se estaba popularizando debido al éxito internacional de The Sugarhill Gang, Rapper's Delight, lanzada 3 años antes.